# Symplocos subintegra
Symplocos subintegra är en tvåhjärtbladig växtart som beskrevs av Debabarta Chatterjee.
Symplocos subintegra ingår i släktet Symplocos och familjen Symplocaceae. Inga underarter finns listade i Catalogue of Life.